# Бербетешть (комуна, Горж)
Бербетешть, Бербетешті (рум. Bărbătești) — комуна у повіті Горж в Румунії. До складу комуни входять такі села (дані про населення за 2002 рік):
- Бербетешть (583 особи) — адміністративний центр комуни
- Мускулешть (395 осіб)
- Петрешть (541 особа)
- Соку (388 осіб)

Комуна розташована на відстані 210 км на захід від Бухареста, 25 км на південний схід від Тиргу-Жіу, 65 км на північ від Крайови.

## Населення
За даними перепису населення 2002 року у комуні проживали 1907 осіб. Усі жителі комуни рідною мовою назвали румунську.
Національний склад населення комуни:
| Національність | Кількість осіб | Відсоток |
| -------------- | -------------- | -------- |
| румуни         | 1906           | 99,9%    |
| угорці         | 1              | 0,1%     |

Склад населення комуни за віросповіданням:
| Релігія       | Кількість осіб | Відсоток |
| ------------- | -------------- | -------- |
| православні   | 1879           | 98,5%    |
| п'ятдесятники | 26             | 1,4%     |
| римо-католики | 2              | 0,1%     |

## Зовнішні посилання
- Дані про комуну Бербетешть на сайті Ghidul Primăriilor [Архівовано 7 січня 2012 у Wayback Machine.]